# Scoliocentra confusa
Scoliocentra confusa – gatunek muchówki z rodziny błotniszkowatych i podrodziny Heleomyzinae.
Gatunek ten opisany został w 1918 roku przez Einara Wahlgrena jako Helomyza confusa.
Muchówka o ciele długości od 4,5 do 6,5 mm. Jej przednie szczecinki orbitalne są bardzo małe i osadzone blisko tylnych szczecinek orbitalnych. Tułów jej cechuje się żółtawym ubarwieniem, obecnością szczecinek na propleurach, jedną parą szczecinek sternopleuralnych, zwykle jedną parą szczecinek na przedpiersiu i nagimi mezopleurami. Narządy rozrodcze samca są silnie asymetryczne.
Owad znany z Irlandii, Wielkiej Brytanii, Niemiec, Danii, Szwecji, Finlandii, Szwajcarii, Austrii, Włoch, Polski, Czech, Rumunii i wschodniej Palearktyce, w tym Tienszanie.